# Hochstatt
Hochstatt är en kommun i departementet Haut-Rhin i regionen Grand Est (tidigare regionen Alsace) i nordöstra Frankrike. Kommunen ligger i kantonen Altkirch som tillhör arrondissementet Altkirch. År 2022 hade Hochstatt 2 175 invånare.

## Befolkningsutveckling
Antalet invånare i kommunen Hochstatt
| Referens: INSEE |